# Quaternionisch-hyperbolischer Raum
Der quaternionisch-hyperbolische Raum ist in der Mathematik ein mit Hilfe von Quaternionen definierter negativ gekrümmter symmetrischer Raum.

## Definition
Seien {\displaystyle \mathbb {H} } die Quaternionen und sei {\displaystyle \mathbb {H} ^{n,1}} der {\displaystyle \mathbb {H} }-Vektorraum {\displaystyle \mathbb {H} ^{n+1}} mit der Quaternionisch-hermiteschen Form
{\displaystyle \langle U,V\rangle =-u_{n+1}{\overline {v}}_{n+1}+\sum _{j=1}^{n}u_{j}{\overline {v}}_{j}}
für {\displaystyle U=(u_{1},\ldots ,u_{n+1}),V=(v_{1},\ldots ,v_{n+1})}. (Hierbei ist die quaternionische Konjugation definiert durch {\displaystyle {\overline {a+bi+cj+dk}}:=a-bi-cj-dk} für reelle Zahlen a,b,c,d.)
Der n-dimensionale quaternionisch-hyperbolische Raum {\displaystyle \mathbb {H} H^{n}} ist
{\displaystyle \mathbb {H} H^{n}=\left\{X\in \mathbb {H} ^{n,1}:\langle X,X\rangle =-1\right\}}
mit der von der Hermiteschen Form {\displaystyle \langle .,.\rangle } induzierten Riemannschen Metrik.

## Siegel-Modell
Eine äquivalente Definition erhält man mit dem Siegel-Modell. Hier benutzt man die quaternionisch-hermitesche Form {\displaystyle \langle U,V\rangle ={\overline {u}}_{1}v_{n+1}+{\overline {u}}_{2}v_{2}+\ldots +{\overline {u}}_{n}v_{n}+{\overline {u}}_{n+1}v_{1}}, betrachtet das Bild von {\displaystyle V_{-}:=\left\{U\in \mathbb {H} ^{n+1}:\langle U,U\rangle <0\right\}} unter der Projektion auf den projektiven Raum {\displaystyle \pi :\mathbb {H} ^{n+1}\rightarrow P\mathbb {H} ^{n}} und definiert {\displaystyle \mathbb {H} H^{n}:=\pi (V_{-})\subset P\mathbb {H} ^{n}}.

## Geometrie
{\displaystyle \mathbb {H} H^{n}} ist ein symmetrischer Raum vom Rang 1. 
Für die Schnittkrümmung von Ebenen im {\displaystyle \mathbb {H} H^{n}} gilt die Ungleichung {\displaystyle -4\leq K\leq -1}. Ebenen in {\displaystyle \mathbb {R} H^{n}\subset \mathbb {H} H^{n}} haben Schnittkrümmung {\displaystyle -1}, während die Ebene {\displaystyle \mathbb {C} H^{1}\subset \mathbb {H} H^{1}\subset \mathbb {H} H^{n}} die Schnittkrümmung {\displaystyle -4} hat.

## Isometrien und Quasi-Isometrien
Die Isometriegruppe des {\displaystyle \mathbb {H} H^{n}} ist {\displaystyle PSp(n,1)=Sp(n,1)/\left\{\pm 1\right\}}, dabei ist {\displaystyle Sp(n,1)} die Lie-Gruppe
{\displaystyle Sp(n,1)=\left\{A\in GL(n+1,\mathbb {H} ):\langle AU,AV\rangle =\langle U,V\rangle \forall U,V\in \mathbb {H} ^{n,1}\right\}=GL(n+1,\mathbb {H} )\cap U(2n,2)}.
Alle Quasi-Isometrien des {\displaystyle \mathbb {H} H^{n}} haben endlichen Abstand von einer Isometrie.

## Quaternionisch-hyperbolische Mannigfaltigkeiten
Eine Riemannsche Mannigfaltigkeit heißt quaternionisch-hyperbolisch, wenn ihre universelle Überlagerung isometrisch zum {\displaystyle \mathbb {H} H^{n}} ist.